# Halterofilismo nos Jogos Olímpicos de Verão de 1896

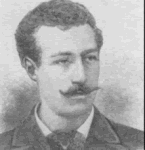
O britânico Launceston Elliot foi campeão no levantamento de peso com uma mão.

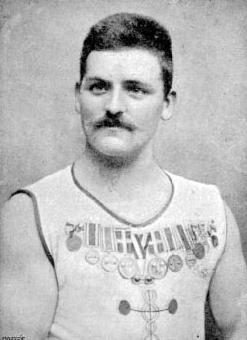
O dinamarquês Viggo Jensen, ouro no levantamento com duas mãos.

Nos Jogos Olímpicos de Verão de 1896, dois eventos do halterofilismo foram disputados em Atenas. Sete homens de cinco país competiram na modalidade.

## Calendário
| Abril          | 6 | 7 | 8 | 9 | 10 | 11 | 12 | 13 | 14 | 15 |
| -------------- | - | - | - | - | -- | -- | -- | -- | -- | -- |
| Halterofilismo |   | 2 |   |   |    |    |    |    |    |    |

|  | Dia de final |

## Medalhistas
Masculino
| Evento             | Ouro                               | Prata                              | Bronze                             |
| ------------------ | ---------------------------------- | ---------------------------------- | ---------------------------------- |
| Uma mão detalhes   | Launceston Elliot GBR Grã-Bretanha | Viggo Jensen DEN Dinamarca         | Alexandros Nikolopoulos GRE Grécia |
| Duas mãos detalhes | Viggo Jensen DEN Dinamarca         | Launceston Elliot GBR Grã-Bretanha | Sotirios Versis GRE Grécia         |

| Nota: Nesta edição dos Jogos, os vencedores receberam uma medalha de prata e os segundos colocados, uma de bronze. Os terceiros colocados não receberam medalhas. A tradicional sequência ouro-prata-bronze data dos Jogos de 1904, em Saint Louis, e continuou a ser usada em edições subsequentes. |

## Quadro de medalhas
| Ordem | País             | Medalha de ouro | Medalha de prata | Medalha de bronze |   | Ordem por total |
| ----- | ---------------- | --------------- | ---------------- | ----------------- | - | --------------- |
| 1     | DEN Dinamarca    | 1               | 1                |                   | 2 | 1               |
| 1     | GBR Grã-Bretanha | 1               | 1                |                   | 2 | 1               |
| 3     | GRE Grécia       |                 |                  | 2                 | 2 | 1               |
| TOTAL | TOTAL            | 2               | 2                | 2                 | 6 | —               |

## Países participantes
- DEN Dinamarca (1)
- GER Alemanha (1)
- GBR Grã-Bretanha (1)
- GRE Grécia (3)
- HUN Hungria (1)